# Nemoria splendidaria
Nemoria splendidaria är en fjärilsart som beskrevs av Grossbeck 1910. Nemoria splendidaria ingår i släktet Nemoria och familjen mätare. Inga underarter finns listade i Catalogue of Life.